# Windfall City
Windfall és una població dels Estats Units a l'estat d'Indiana. Segons el cens del 2000 tenia 705 habitants.

## Demografia
Segons el cens del 2000, Windfall tenia 712 habitants, 291 habitatges, i 208 famílies. La densitat de població era de 947,9 habitants/km².
Dels 291 habitatges en un 30,9% hi vivien nens de menys de 18 anys, en un 58,8% hi vivien parelles casades, en un 9,6% dones solteres, i en un 28,5% no eren unitats familiars. En el 25,8% dels habitatges hi vivien persones soles el 10,3% de les quals corresponia a persones de 65 anys o més que vivien soles. El nombre mitjà de persones vivint en cada habitatge era de 2,45 i el nombre mitjà de persones que vivien en cada família era de 2,92.
Per edats la població es repartia de la següent manera: un 24,2% tenia menys de 18 anys, un 7,6% entre 18 i 24, un 29,2% entre 25 i 44, un 25,1% de 45 a 60 i un 13,9% 65 anys o més.
L'edat mediana era de 37 anys. Per cada 100 dones de 18 o més anys hi havia 90,1 homes.
La renda mediana per habitatge era de 40.000$ i la renda mediana per família de 46.786$. Els homes tenien una renda mediana de 32.857$ mentre que les dones 24.375$. La renda per capita de la població era de 18.948$. Entorn del 8,7% de les famílies i el 9,7% de la població estaven per davall del llindar de pobresa.

## Poblacions més properes
El següent diagrama mostra les poblacions més properes.